# Sabana de Parra
Sabana de Parra é uma cidade venezuelana, capital do município de José Antonio Páez (Yaracuy).